# Хенсель, Витольд
Витольд Хенсель (пол. Witold Hensel; 29 марта 1917 года, Гнезно — 22 ноября 2008 года, Варшава) — польский археолог, медиевист, профессор, хабилитированный доктор (доктор наук), действительный член Польской академии наук, депутат Сейма Польской Народной Республики 9 созыва, член президиума (1982—1983) Временного национального совета Патриотического движения национального возрождения.

## Биография
Окончил среднюю школу в Гнезно.
В 1951—1956 годы профессор Познанского университета, с 1954 года — Варшавского университета. С 1954 года директор Института истории материальной культуры Польской академии наук в Варшаве (ныне Институт археологии и этнографии Польской академии наук). Сотрудник Познанской археологической школы под руководством профессора Юзефа Костшевского.
Соорганизатор и первый президент Союза славянских археологов в 1965—1967 годы. С 1965 года — действительный член Польской академии наук. В Познанском университете он сотрудничал с профессорами Казимежем Тыменецким, Герардом Лябудой, Генриком Ловмянским, Каролем Зыгмунцяком, Яном Чекановским и другими.
Руководитель археологических исследований в Польше (Познань (1954—1989), Крушвица), Болгарии , Франции и Алжире.

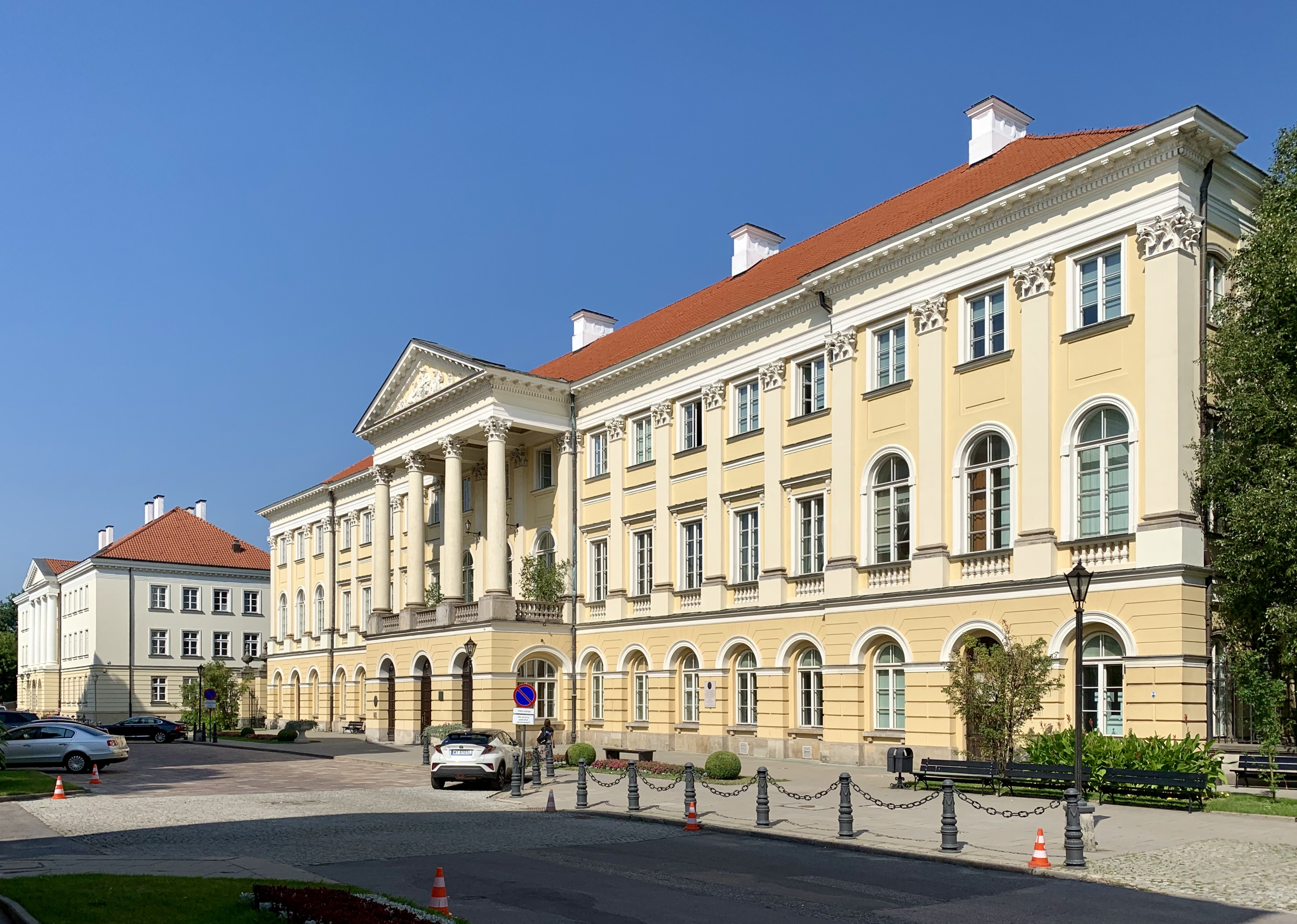
Варшавский университет

Витольд Хансель входил в исполнительный комитет национального совета Патриотического движения национального возрождения. Он был депутатом 9-го срока в Сейме Польской Народной Республики с 13 октября 1985 г. по 3 июня 1989 г. от Демократической партии.
Был председателем Комитета социальных и научных инициатив Польской академии наук, а также главным редактором периодического издания PAS под названием «Археология Полоны». В 1988—1990 годах он был членом Совета защиты памяти борьбы и мученичества. В 1986—1989 годах он был членом Национального Грюнвальдского комитета (организации, пропагандирующей польские военные традиции).
Почетный доктор университета Познани (17 ноября 1986 г.).
Супруга— доктор Мария Хенсель.
Их дети: Здзислав Хенсель, бывший начальник канцелярии Польской академии наук и специалист в области археометаллургии, а также бывший заместитель государственного секретаря Министерства национального образования ; Лешек Хенсель — бывший посол Польши в Боснии и Герцеговине, в настоящее время работает в Министерстве иностранных дел, старший хранитель Исторического музея столицы Варшава;доктор Барбара Хенсель-Мощинская и Войцех Хенсель (умер в 1997 г.) —известный переводчик и тюрколог, в 1992—1997 гг. Посол Польши в Турции .
Научные достижения профессора Хенселя включают, среди прочего, более 800 работ и публикаций.
В октябре 2007 года в возрасте 90 лет Витольд Хензель получил медаль «Lux et Laus», присуждаемую Постоянным комитетом польских медиевистов за исключительные заслуги в исторических исследованиях.
Похоронен 27 ноября 2008 г. на Повонзковском кладбище в Варшаве рядом с женой (143-3-3).
Он принадлежал к Корпорации студентов Познанского университета «Сурма».

## Почётные звания
- Иностранный член Академии наук ГДР (1975)

- Член Македонской академии наук и искусств (1977)

- Действительный член Немецкого археологического института (с 1978 г.)

- Почетный член Югославского археологического общества (1966)

- Почетный член Центра научных исследований Войцеха Кентшинского в Ольштыне (1968)

- Почетный член Польского археологического общества (1970)

## Награды
- Государственная премия второй степени (1955, 1966)

- Командорский крест со звездой ордена Polonia Restituta (Возрождения Польши)

- Командорский крест ордена Polonia Restituta

- Офицерский крест ордена Polonia Restituta

- Рыцарский крест Ордена Polonia Restituta

- Орден Знамени Труда 1-й степени

- Серебряная медаль «За заслуги в обеспечении обороноспособности страны»

- Медаль Эдукационной комиссии

- Медаль Родла

- Знак «Заслуженного деятеля культуры Польши»

- Золотой Почетный знак «За заслуги перед Варшавой»

- Медаль Коперника Польской академия наук

- Командорский крест ордена «За заслуги перед Итальянской Республикой»

- Орден Кирилла и Мефодия 1-й степени Болгария[5]

## Начальник отдела археологических исследований
- 1936—1937: Гнезно, Польша

- 1937: Клецко, Польша

- 1938: Познань, Польша

- 1946—1953: Познань, Польша.

- 1946—1953: Познань, Польша.

- 1950—1951: Щецин, Польша

- 1951 — ????: Крушвица, Польша

- 1961—1962: Венеция, Италия.

- 1962: Свиштов, Болгария

- 1963—1968: Стырмен, Болгария

- 1964—1965: С. Жан-ле-Фруа, Франция

- 1964: Монтэгу, Франция

- 1965: Кондорсе, Франция

- 1969: Алжир, Алжир

- 1969—1977: Одерцы, Болгария

- 1974: Тлемсен, Алжир

- 1975—1982: Дебресте, Югославия

- 1975—1980: Черск, Польша

- 1981, 1984: Мурано, Италия

- 1982 — ????: Capaccio Vechia, Италия

## Публикации
Витольд Хенсель опубликовал более 500 работ. В том числе:
- «Ложь немецкой науки о славянах», Варшава, 1947 г.
- Исследования заселения раннеисторической Великой Польши (т. 1-7) , 1948—1987 гг.
- «Раннесредневековая славянская культура. Очертания материальной культуры», Варшава, 1952 г.
- «Искусство палеолитических обществ», 1957 г.
- Познань на заре истории. От палеолита до середины тринадцатого века, Вроцлав, 1958 г.
- «Познань в раннем средневековье» (ред.), 1959 г.
- Древнейшие столицы Польши , 1960 г.
- «Польша до тысячелетия», Оссолинеум, Вроцлав 1960 (3 издания)
- Археология происхождения славянских городов , Вроцлав 1963 г.
- Die Slaven in frühen Mittelalter , 1965 г.
- La Naissance de la Pologne , 1966 г.
- Anfänge der Städte bei den Ost- un Westslaven , 1967 г.
- «Польские земли в доисторические времена», Варшава, 1969 г.
- «Археология и предыстория», 1971 г.
- Истоки польского государства и его культура , Варшава, 1971 г.
- «Древняя Польша 1973» (3 издания)
- «Живая археология 1973» (2 издания)
- Ur- und Frühgeschichte Polens , 1974 г.
- «У истоков средневековой Польши», Оссолинеум, Вроцлав, 1974 г.
- Откуда взялись славяне , 1984 г.
- Истоки западных и восточных славянских городов , Witold Hensel, World Archaeology, Vol. 1, No. 1, Recent Work and New Approaches (Jun., 1969), pp. 51-60
- Polska Starożytna (En: ancient Poland) ; Witold Hensel ; 1988, книга, 3-е издание ISBN 83-04-02172-2; ISBN 978-83-04-02172-3
- Раскопки памятников эпохи неолита и ранней бронзы в Юго-Восточной Польше; Sarunas Milisauskas, Witold Hensel, Instytut Historii Kultury Materialnej (Polska Akademia Nauk); January 1985; Paperback ISBN 83-04-01995-7 ;ISBN 978-83-04-01995-9
- Przemiany Ludnościowe I Kulturowe I Tysiaclecia P.N.E. Na Ziemiach Miedzy Odra a Dnieprem: Materiay Z Polsko-Radzieckiego Sympozjum Paleodemograficznego, Warszawa, 6-9 Grudnia 1977 by Polska Akademia Nauk, Witold Hensel; January 1983, Book ;ISBN 83-04-01179-4 ;ISBN 978-83-04-01179-3
- Archeologia Medioevale Polacca in Italia ;by Witold Hensel, Stanisaw Tabaczynski ;January 1981, Book ISBN 83-04-01105-0; ISBN 978-83-04-01105-2